# Isola Piana (Corsica)
L'isola Piana è un'isola disabitata parte del comune di Bonifacio e della Riserva naturale delle Isole di Lavezzi.

## Accesso all'isola
L'isola si trova a trecento metri dalla costa, vicino alla punta dello Sperone e al golfo dello Sperone. Essa è accessibile a guado dalla costa grazie a un banco di sabbia poco profondo che la separa dalla terraferma.
Coll'isola di Cavallo (che non fa parte della Riserva naturale), l'isola di Lavezzo e l'isolotto di Piramide è una delle isole dell'arcipelago dove lo sbarco di persone è autorizzato.